# بریجپورت (پنسیلوانیا)
بریجپورت (به انگلیسی: Bridgeport) یک منطقهٔ مسکونی در ایالات متحده آمریکا است که در شهرستان مونتگومری، پنسیلوانیا واقع شده‌است. بریجپورت ۱٫۸۵ کیلومتر مربع مساحت و ۴٬۵۵۴ نفر جمعیت دارد و ۳۲٫۹۲ متر بالاتر از سطح دریا واقع شده‌است.